# Бачинський Олексій Йосипович
Олексі́й Йо́сипович Бачи́нський (рос. Бачинский Алексей Иосифович; 2 квітня 1877, Холм Люблінської губернії — †31 серпня 1944, Москва) — російський радянський фізик українського походження. Відомий також як прозаїк, критик, публіцист.
Народився в сім'ї вчителя математики, який через утиски української школи з боку польської адміністрації переселився до Російської імперії.
Закінчив Холмську гімназію (1895, із золотою медаллю), фізико-математичний факультет Московського університету (1899, науковий керівник — професор М. О. Умов; згодом, у 1916, Бачинський опублікував «Очерк жизни и трудов Н. А. Умова»). Після закінчення університету працював на кафедрі фізики, 1901 слухав лекції з фізики в Ґеттінґені (Німеччина). З 1907 — приват-доцент, а з 1918 — професор Московського університету. У 1903–1919 викладав також у гімназіях та Практичній академії.
Основні дослідження провадив у галузі молекулярної фізики, зокрема (1912–1913) дослідив зв'язок в'язкості рідин з міжмолекулярними силами і залежність поверхневого натягу від густини рідини та насиченості пари.
1905 року опублікував у Москві під псевдонімом Жагадис поему в прозі «Хмари» (рос. «Облака»), на поетиці якої помітний вплив «симфоній» Андрія Бєлого.
З 1906 друкував літературно-публіцистичні статті та рецензії на літературні та філософські твори у часописах «Золотое руно» та «Перевал».
В 1910-ті роки виступав з науково-популярними статтями в часописі «Русская мысль».
В 1930-ті роки втратив зір, займався переважно підготовкою посібників.